# René Houseman
René Orlando Houseman (19. července 1953, La Banda – 22. března 2018) byl argentinský fotbalista. Nastupoval většinou na postu útočníka - pravého křídla. Zemřel 22. března 2018 ve věku 64 let na rakovinu.

## Fotbalová kariéra
S argentinskou reprezentací vyhrál mistrovství světa roku 1978.. Hrál též na světovém šampionátu v Německu roku 1974. Celkem dal na závěrečných turnajích mistrovství světa 4 branky. V národním mužstvu působil v letech 1973–1979 a odehrál 55 utkání, v nichž vstřelil 13 gólů.
S klubem CA Independiente vyhrál Pohár osvoboditelů 1984.
Dvakrát se stal mistrem Argentiny, jednou s klubem Huracán Buenos Aires (1973), jednou s CA River Plate (1981). S chilským týmem Colo-Colo získal chilský pohár (1982).
Jeho sportovní kariéru ovlivnily problémy s alkoholem, s nimž zápolil i po zbytek života.